# Niederast
Niederast ist ein Ortsteil der Gemeinde Straßkirchen im niederbayerischen Landkreis Straubing-Bogen.
Die Volkszählung von 1987 stellte in Niederast vier Wohngebäude und 21 Einwohner fest.

## Geographie und Verkehrsanbindung
Der Weiler Niederast liegt westlich des Kernortes Straßkirchen an der Einmündung der SR 22 in die SR 5. Nördlich verläuft die B 8 und westlich die B 20. Östlich verläuft der Niederastgraben, ein Zufluss des Irlbachs.

## Sehenswürdigkeiten
In der Liste der Baudenkmäler in Straßkirchen ist für Niederast ein Baudenkmal aufgeführt:
- Die katholische Filialkirche St. Georg ist ein Neubau aus der Zeit um 1700, während der Turm spätgotisch ist.

## Geschichte
Niederast wurde 1949 von der Gemeinde Niederharthausen nach Straßkirchen umgegliedert.

### Einwohnerentwicklung
- 1871: 0 54 Einwohner[4]
- 1885: 0 59 Einwohner[5]
- 1900: 0 42 Einwohner[6]
- 1925: 0 32 Einwohner[7]
- 1950: 0 82 Einwohner[8]
- 1961: 0 47 Einwohner[9]
- 1970: 0 35 Einwohner[10]
- 1987: 0 21 Einwohner[2]